# Heliconius tyche
Heliconius tyche är en fjärilsart som beskrevs av Bates 1862. Heliconius tyche ingår i släktet Heliconius och familjen praktfjärilar. Inga underarter finns listade i Catalogue of Life.